# Negros y mulatos en Nueva España
Los negros  fueron grupos sociales que constituyeron el mosaico pluricultural de la Nueva España. Fueron traídos a América como esclavos. Algunos fueron arrancados de sus tierras de origen en África: “bozales”. Otros llevaban años viviendo en Europa: “ladinos”. Eran más apreciados que los indígenas por su costo económico.
Su fortaleza en los trabajos pesados mejoraba mucho su valor monetario. Laboraron principalmente en las minas y en los ingenios azucareros. Los esclavos negros y sus descendientes (los mulatos) tenían características físicas que los hacían resistentes al trabajo de sol a sol.
A  los esclavos negros se les llegó a clasificar por su forma de proceder: “cafres” por su torpeza y “cimarrones” por  fugitivos.
El empleo de los negros como esclavos no se redujo a las minas o a la zafra. Muchos trabajaron como sastres o cocineros (de avanzada edad). Otros más en el servicio doméstico y a los niños se les llegó a comparar como “mascotas” de los niños blancos.